# Пол Дуглас
Пол Говард Дуглас (англ. Paul Howard Douglas; 26 березня 1892, Сейлем (Массачусетс) — 24 вересня 1976, Вашингтон) — американський економіст і політик, один з авторів функції Кобба — Дугласа, сенатор США (1949—1967) зі штату Іллінойс від демократичної партії.

## Біографія

### Дитинство і юність
Пол Ховард Дуглас народився 26 березня 1892 року в місті Сейлем штату Массачусетс. Його матері, Енні Дуглас, не стало, коли хлопцю було чотири роки, а батько, Джеймс Ховард Дуглас, одружився знову. Стосунки в сім'ї були занадто напружені, і його мачуха, не маючи можливості розлучитися, залишила чоловіка і забрала Пола і його старшого брата до Онева, штат Мен в окрузі Піскатукіс.

### Освіта та викладацька діяльність
Навчався Пол в державній школі міста Ньюпорт, штат Мен. У 1913 році закінчив Боудін-коледж, отримавши ступінь бакалавра. Потім він переїхав до Колумбійського університету, де отримав ступінь магістра в 1915 році і доктора економічних наук у 1921 році. У 1915—1916 роках навчався в Гарвардському університеті. Викладацьку діяльність почав в 1916—1917 роках в Іллінойському університеті і в Рід-коледжі в 1917—1918 роках, потім в 1918—1919 роках працював в корпорації торговельного флоту США, а 1919—1920 роках викладав у Вашингтонському університеті. У 1920—1949 роках працює професором в університеті Чикаго, в 1939—1942 роках олдерменом Чиказької муніципальної ради, в 1942 році невдало висувався в сенат від партії демократів.
Пол Дуглас належав до числа до прихильників банківських реформ, запропонованих економістами Чиказького університету в 1933 році, які пізніше були названі "Чиказький план". У 1939 році він співпрацював з п'ятьма іншими відомими економістами у проєкті "Програма для грошової реформи". Чиказький план та Програма грошової реформи викликали великий інтерес і обговорення серед законодавців, але запропоновані реформи не призвели до нових законодавчих доповнень.

### Політична діяльність
У 20-х роках ХХ ст. Пол Дуглас почав цікавитись політичною діяльністю. Спочатку він служив економічним радником губернатора республіканської партії Гіффорда Пінчота з Пенсільванії та демократичного губернатора Франкліна Рузвельта з Нью-Йорка. Працюючи із законодавчими органами штату, він брав участь в розробці законів, що регулюють комунальні послуги та встановлення пенсій і страхування на випадок безробіття. На початку 1930-х років він був віце-президентом Ліги незалежних політичних дій, членом національного комітету Фермерської партії. Невдовзі Дуглас зареєструвався як незалежний виборець, тому що вважав, що демократична партія є занадто корумпованою, а республіканська партія — занадто реакційна, ці погляди він висловив у книзі 1932 року «Пришестя нової партії», в якій він підтримував створення партії, подібної британській Лейбористській партії. У 1942 році Дуглас приєднався до демократичної партії і балотувався в Сенат Сполучених Штатів. Він мав підтримку кадрового складу лівих активістів, але більшість підтримала конгресмена Раймонда Маккоу.

### Військова служба
За допомогою Френка Нокса, Дуглас вступив у Корпус морської піхоти США як доброволець у віці 50 років, і став одним із найстаріших чоловіків в історії морської піхоти. Підвищений до капрала, а потім до сержанта, Дуглас перебував у США, писав навчальні посібники і натхненні виступи для військових. Йому казали, що він був «занадто старий, щоб поїхати за кордон». За допомогою Френка і його помічника Едлая Стівенса Дуглас був призначений офіцером, а згодом був відправлений на Тихоокеанський театр військових дій з першою дивізією морської піхоти.
На другий день битви за Пелеліу, капітан Дуглас вперше побачив, як його підрозділ вступив у бій. Він отримав Бронзову Зірку за перенесення боєприпасів під ворожим вогнем до лінії фронту і заробив своє перше Пурпурне Серце, коли він був легко пораненим шрапнеллю, доставляючи боєприпаси до лінії фронту.
Через кілька місяців, під час битви за Окінаву, Дуглас заробив своє друге Пурпурне Серце. Як доброволець у піхотному взводі, він допомагав перевозити поранених з 3-го батальйону морських піхотинців вздовж лінії Наха — Сюрі до того моменту, коли вибух снаряду влучив йому у ліву руку, через що Пола госпіталізували.
Після тринадцятимісячного перебування в Національному військово-морському медичному центрі в Бетесді, штат Меріленд, Дугласа було звільнено в запас з присвоєнням йому почесного звання підполковника з повною виплатою по інвалідності.

### Сімейне життя
Першою дружиною Пола Дугласа в 1915 році стала доктор філософії Колумбійського університету Дороті Вольф. У шлюбі з нею народилося четверо дітей. Другий шлюб в 1931 році він уклав з Емілі Тафт — троюрідною сестрою президента США Вільяма Тафта, феміністкою і конгресменом-демократом від штату Іллінойс в 1945—1947 роках. У 1933 році народилась дочка Пола і Емілі — Джейн Тафт Дуглас.

## Вшанування пам'яті
На будівлі навчальної частини морської піхоти на острові Перріс-Айленд встановлено меморіальну дошку на вшанування пам'яті Пола Дугласа.
З 1986 по 1997 рік Міністерство освіти США призначало іменну стипендію Пола Дугласа, що призначалася вчителям.
У 1992 році університет штату Іллінойс, Інститут державних і громадських зв'язків, заснував премію Пола Дугласа за правопорядність в уряді в рамках святкування 100-річчя сенатора і визнання його добросовісного служіння державі.

## Нагороди
| V | Gold star                 | Bronze star |
|   | Bronze star · Bronze star |             |

| Бронзова Зірка 5-ї степені        | Пурпурне Серце з Золотою Зіркою                         | Президентська відзнака частині з 1-ю зіркою |
| Медаль «За Американську кампанію» | Медаль Азійської-тихоокеанської кампанії з 2-ма зірками | Медаль Перемоги у Другій світовій війні     |

## Основні праці
- Douglas P.H. Real Wages in the United States, 1930
- Douglas P.H. The Theory of Wages, 1934
- Douglas P.H. Economy in the National Government, 1952
- Douglas P.H. Comments on the Cobb-Douglas Production Function//The Theory and Empirical Analysis of Production/edr. M.Brown — 1967, pp.15-22
- Cobb C. W., Douglas P.H. A Theory of Production// American Economic Review, 1928, vol. 18, № 1, pp. 139—165.